# 36-я пехотная дивизия (Российская империя)
36-я пехотная дивизия — пехотное соединение в составе Русской императорской армии.
Штаб дивизии: Орёл. Входила в 13-й армейский корпус.

## История дивизии

### Формирование
Сформирована Высочайшим приказом от 13-го октября 1863 года наряду с 35-й и 37-й пехотными дивизиями из батальонов 4-й резервной пехотной дивизии, которые были развернуты в пехотные полки. Первоначально все три новые дивизии вошли в 3-й резервный корпус.

### Боевые действия
В августе 1914 года в ходе Восточно-Прусской операции дивизия в составе 13-го армейского корпуса 2-й армии ген. А.В. Самсонова попала в окружение и была разгромлена. Из окружения удалось пробиться отдельным группам солдат и офицеров. В марте 1916 года дивизия была восстановлена. Активно участвовала в Летнем наступлении 1917 г.

## Состав дивизии
- 1-я бригада (Орёл)
  - 141-й пехотный Можайский полк
  - 142-й пехотный Звенигородский полк
- 2-я бригада (Брянск)
  - 143-й пехотный Дорогобужский полк
  - 144-й пехотный Каширский полк
- 36-я артиллерийская бригада

## Командование дивизии
(Командующий в дореволюционной терминологии означал временно исполняющего обязанности начальника или командира. Должности начальника дивизии соответствовал чин генерал-лейтенанта, и при назначении на эту должность генерал-майоров они оставались командующими до момента своего производства в генерал-лейтенанты).

### Начальники дивизии
- 13.10.1863 — 20.08.1865 — генерал-лейтенант Алопеус, Яков Самойлович
- 20.08.1865 — 29.04.1868 — командующий генерал-майор Ралль, Василий Фёдорович
- 29.04.1868 — 01.11.1876 — генерал-лейтенант Марк, Михаил Эммануилович
- 01.11.1876 — 16.04.1878 — генерал-лейтенант Верёвкин, Владимир Николаевич
- 16.04.1878 — хх.хх.1878 — генерал-лейтенант Цёге-фон-Мантейфель, Николай Максимович
- 17.06.1878 — 17.04.1879 — генерал-лейтенант Цвецинский, Адам Игнатьевич
- 17.04.1879 — 03.06.1885 — генерал-майор (с 30.08.1879 генерал-лейтенант) Молоствов, Порфирий Модестович
- 09.06.1885 — 25.07.1886 — генерал-лейтенант Полторацкий, Владимир Александрович
- 04.08.1886 — 22.01.1889[3] — генерал-лейтенант Кравченко, Павел Павлович
- 15.02.1889 — 16.03.1893 — генерал-лейтенант Духонин, Михаил Лаврентьевич
- 11.04.1893 — 20.12.1893 — генерал-майор (с 30.08.1893 генерал-лейтенант) Долуханов, Хозрев Мирзабекович
- 12.11.1893 — 02.08.1894 — командующий генерал-майор Квицинский, Иосиф Онуфриевич
- 15.08.1894 — 16.01.1901 — генерал-майор (с 14.11.1894 генерал-лейтенант) Шульгин, Александр Николаевич
- 29.01.1901 — 07.03.1904 — генерал-лейтенант Коссович, Александр Игнатьевич
- 07.03.1904 — 11.12.1906 — генерал-лейтенант Бертельс, Остап Андреевич
- 27.12.1906 — 23.04.1913 — генерал-лейтенант Лашкевич, Николай Алексеевич
- 29.04.1913 — 17.08.1914 — генерал-лейтенант Преженцов, Александр Богданович
- 17.10.1915 — 19.06.1916 — командующий генерал-майор Горелов, Михаил Георгиевич
- 06.07.1916 — 19.04.1917 — командующий генерал-майор Антипов, Владимир Васильевич
- 22.04.1917 — хх.хх.хххх — командующий генерал-майор Пашковский, Евгений Александрович

### Начальники штаба дивизии
- 13.10.1863 — 11.08.1864 — полковник Казимирский, Александр Алексеевич
- 24.08.1864 — 25.11.1869 — подполковник (с 28.10.1866 полковник) Липинский, Александр Иосифович
- хх.хх.1869 — хх.хх.1872 — полковник Печора (Печера), Феликс Доминикович
- хх.хх.1872 — 27.12.1876 — полковник Красовский, Николай Иванович
- 02.01.1877 — 07.05.1877 — полковник Андриевич, Владимир Константинович
- 07.05.1877 — 21.07.1877 — и. д. полковник Тимлер, Александр Карлович
- 11.08.1877 — 08.12.1878 — и. д. полковник Кршивицкий, Константин Фаддеевич
- хх.хх.1879 — 24.02.1880 — и. д. полковник Стог, Михаил Демьянович
- 24.02.1880 — 19.10.1888 — полковник Какурин, Евгений Николаевич
- 25.10.1888 — 13.01.1895 — полковник Александров, Владимир Владимирович
- 09.01.1895 — 22.06.1898 — полковник Эсаулов, Михаил Нилович
- 09.07.1898 — 29.03.1900 — полковник Марданов, Александр Яковлевич
- 28.04.1900 — 07.03.1904 — полковник Назаров, Дмитрий Александрович
- 23.03.1904 — 17.07.1907 — полковник Российский, Алексей Александрович
- 23.07.1907 — 20.04.1911 — полковник Лопухин, Дмитрий Александрович
- 11.05.1911 — 04.11.1914 — полковник Вихирев, Александр Александрович
- 15.04.1916 — 12.12.1916 — и. д. полковник Смирнов, Алексей Владимирович
- 20.12.1916 — 29.04.1917 — полковник Чернавин, Виктор Васильевич
- 09.05.1917 — 14.06.1917 — полковник Зальф, Артур Августович
- 06.07.1917 — хх.хх.хххх — и. д. подполковник Гуцько, Осип Наумович

### Командиры 1-й бригады
Должности бригадных командиров в пехотных и кавалерийских дивизиях на момент формирования 36-й пехотной дивизии были упразднены. Они были восстановлены 30.08.1873.
В ходе Первой мировой войны в дивизии была оставлена должность только одного бригадного командира, именовавшегося командиром бригады 23-й пехотной дивизии.
- 30.08.1873 — 20.01.1886 — генерал-майор Зуев, Владимир Гаврилович
- 26.01.1886 — 26.11.1889 — генерал-майор Гернгрос, Алексей Александрович[4]
- 26.11.1889 — 11.04.1894 — генерал-майор Головин, Михаил Иванович
- 02.05.1894 — 09.10.1899 — генерал-майор Гончаров, Фёдор Осипович
- 24.10.1899 — 11.03.1903 — генерал-майор Базилевский, Михаил Николаевич
- 07.04.1903 — 05.07.1904 — генерал-майор Говоров, Николай Иванович
- 06.07.1904 — 20.08.1913 — генерал-майор Зеланд, Алексей Оскарович
- 20.08.1913 — 19.07.1914 — генерал-майор Левицкий, Георгий Александрович
- 04.11.1914 — 02.01.1915 — генерал-майор Камберг, Александр Иванович

### Командиры 2-й бригады
- 30.08.1873 — после 25.11.1878 — генерал-майор Салацкий, Виктор Дмитриевич
- хх.хх.1878 — хх.хх.1880 — генерал-майор Белявский, Михаил Павлович
- 26.02.1880 — 26.01.1886 — генерал-майор Гернгрос, Алексей Александрович
- 26.01.1886 — 02.05.1894 — генерал-майор Гончаров, Фёдор Осипович
- 13.06.1894 — 29.07.1899 — генерал-майор Коробка, Александр Фёдорович
- 29.07.1899 — 29.09.1900 — генерал-майор фон Ремлинген, Арнольд Александрович
- 24.10.1900 — 07.02.1901 — генерал-майор Арбузов, Николай Михайлович
- 07.02.1901 — 11.07.1902 — генерал-майор Кондратович, Киприан Антонович
- 11.07.1902 — 12.08.1907 — генерал-майор Кудрявцев, Иван Иванович
- 12.08.1907 — 05.08.1911 — генерал-майор Барановский, Лев Степанович
- 05.08.1911 — 20.08.1913 — генерал-майор Левицкий, Георгий Александрович
- 27.09.1913 — 16.08.1914 — генерал-майор Калюжный, Андрей Андреевич
- 26.04.1916 — 24.05.1916 — генерал-майор Иванов, Владимир Степанович
- 10.07.1916 — 22.04.1917 — генерал-майор Пашковский, Евгений Александрович
- 22.04.1917 — 10.05.1917 — командующий полковник Бурневич, Матвей Яковлевич
- 10.05.1917 — 30.07.1917 — командующий полковник Пиотровский, Владимир Ромуальдович
- 30.07.1917 — после 23.09.1917 — полковник (с 23.09.1917 генерал-майор) Веревкин, Николай Александрович

### Помощники начальника дивизии
В период с 28 марта 1857 года по 30 августа 1873 года помощники начальников пехотных дивизий фактически являлись бригадными командирами.
- 13.10.1863 — 01.05.1866 — генерал-майор Шефлер, Михаил Евстафьевич
- 01.05.1866 — 23.10.1867 — генерал-майор Гартонг, Николай Павлович
- 23.10.1867 — 01.11.1869 — генерал-майор Дебоа, Александр Алексеевич
- 14.11.1869 — 30.08.1873[5] — генерал-майор Зуев, Владимир Гаврилович

### Командиры 36-й артиллерийской бригады
Бригада сформирована 3 ноября 1863 года.
До 1875 г. должности командира артиллерийской бригады соответствовал чин полковника, а с 17 августа 1875 г. - чин генерал-майора.
- 02.12.1863 — 20.02.1875 — полковник (с 28.03.1871 генерал-майор) Уньковский, Сергей Семёнович
- 09.03.1875 — 08.10.1877 — полковник (с 30.08.1875 генерал-майор) Иордан, Вильгельм Августович
- 08.10.1877 — 23.03.1880 — полковник Промтов, Николай Дмитриевич
- 23.03.1880 — после 01.06.1883 — генерал-майор Бураго, Иван Михайлович
- 15.10.1883 — 19.03.1888 — полковник (с 06.05.1884 генерал-майор) Волковицкий, Виктор Михайлович
- 23.03.1888 — хх.хх.1891 — генерал-майор Валюжинич, Фёдор Казимирович
- 15.07.1891 — 02.11.1899 — генерал-майор Петраков, Николай Егорович
- 29.12.1899 — 18.01.1902 — генерал-майор Хитрово, Александр Михайлович
- 22.01.1902 — 12.09.1903[8] — генерал-майор Шепелев-Воронович, Александр Михайлович
- 02.10.1903 — 28.05.1907 — генерал-майор Попов, Александр Николаевич
- 10.07.1907 — 03.10.1908 — генерал-майор Мальковский, Михаил Григорьевич
- 22.10.1908 — 24.12.1908 — генерал-майор Гофмейстер, Михаил Александрович
- 24.01.1909 — 13.06.1914 — генерал-майор Тихонравов, Константин Иванович
- 17.06.1914 — 01.09.1914 — генерал-майор Ден, Александр Александрович
- 24.03.1916 — 22.08.1916 — командующий полковник Шмидт, Александр Дмитриевич
- 23.08.1916 — 17.03.1917 — полковник (с 06.12.1916 генерал-майор) Альтфатер, Дмитрий Васильевич
- 17.03.1917 — 08.08.1917 — командующий полковник Вейсфлог, Александр Аполлонович
- 08.08.1917 — хх.хх.хххх — командующий полковник Кипарский, Владимир Валентинович